# شمس منتصف الليل (رواية)
شمس منتصف الليل (بالإنجليزية: Midnight Sun) هي الرواية مُصاحب صدرت عام 2020 لكتاب سلسلة الشفق الصادر عام 2005 للمؤلفة ستيفاني ماير. الفكرة وراء هذا الكتاب الخامس من السلسلة هو إعادة سرد الرواية الأولى الغسق لكن من منظور إدوارد كولين خلافا لمنظور بيلا سوان. ماير قد ذكرت أن الغسق هو الكتاب الوحيد من المجموعة التي كانت تخطط لإعادة الكتابة فيها من وجهة نظر إدوارد. ولاعطائهم شعورأفضل لشخصية إدوارد، سمحت ماير لكاثرين هاردويك (مديرة فيلم الشفق) وروبرت باتينسون (الممثل الذي يلعب دور إدوارد) بقراءة بعض الفصول المنتهية من الرواية أثناء تصوير الفيلم.

## وصلات خارجية
- شبه مسودة «شمس منتصف الليل»  نسخة محفوظة 5 يوليو 2016 على موقع واي باك مشين.
- غسق ساغا ويكي

لا توجد روابط لمواقع التواصل الاجتماعي.